# شهرستان آشینسکی
شهرستان آشینسکی (به لاتین: Ashinsky District) یک شهرستان در روسیه است که در استان چلیابینسک واقع شده‌است.